# Druhá vláda Václava Klause
Druhá vláda Václava Klause vznikla po volbách do poslanecké sněmovny v roce 1996. Byla tvořena koalicí ODS, KDU-ČSL a ODA. Menšinová vláda byla jmenována 4. července 1996. Rostoucí ekonomické problémy a vzájemné třenice vedly po vypuknutí aféry s financováním ODS na podzim 1997 k její vnitřní krizi a odchodu KDU-ČSL a ODA z koalice. Předseda vlády pak 30. listopadu 1997 podal demisi. Vláda spravovala zemi až do 2. ledna 1998, kdy byla jmenována vláda Josefa Tošovského.
Během vlády této koalice byla mimo jiné podepsána Česko-německá deklarace o vzájemných vztazích a jejich budoucím rozvoji.

## Legitimita vlády
Legitimita vlády od občanů České republiky (na základě voleb a na začátku vládnutí – pozdější změny v poslaneckých klubech nejsou zohledněny; počet členů vlády podle koaliční dohody):
| vládní strana         | počet hlasů ve volbách | % zisk  | počet mandátů v PSP ČR | počet křesel ve vládě | předseda strany |
| --------------------- | ---------------------- | ------- | ---------------------- | --------------------- | --------------- |
| ODS                   | 1 794 560              | 29,62 % | 68                     | 8                     | Václav Klaus    |
| KDU-ČSL               | 489 349                | 8,08 %  | 18                     | 4                     | Josef Lux       |
| ODA                   | 385 369                | 6,36 %  | 13                     | 4                     | Jan Kalvoda     |
| vládní strany celkově | 2 669 278              | 44,06 % | 99                     | 15-16                 |                 |
| ČR celkově            | 6 059 215              | 100 %   | 200                    | -                     |                 |

## Důvěra parlamentu
Vládní koalice měla v poslanecké sněmovně jen menšinových 99 poslanců, důvěru však při hlasování získala, jelikož 61 poslanců ČSSD opustilo sál (výměnou za křeslo předsedy PS PČR pro Miloše Zemana) a hlasování se tak zúčastnilo 138 poslanců. Vládu podpořilo 98 vládních poslanců, proti byli poslanci KSČM a SPR-RSČ.

## Seznam členů vlády
| Úřad                                                      | Člen vlády        | Člen vlády       | Subjekt | Subjekt       | Nástup do úřadu   | Odchod z úřadu                  |
| --------------------------------------------------------- | ----------------- | ---------------- | ------- | ------------- | ----------------- | ------------------------------- |
| Předseda vlády                                            | Václav Klaus      |                  |         | ODS           | 4. července 1996  | 2. ledna 1998                   |
| 1. místopředseda vlády Ministr zemědělství                | Josef Lux         | Josef Lux        |         | KDU-ČSL       | 4. července 1996  | 2. ledna 1998                   |
| Místopředseda vlády Ministr zahraničních věcí             | Josef Zieleniec   |                  |         | ODS           | 4. července 1996  | 23. října 1997                  |
| Místopředseda vlády Ministr zahraničních věcí             | Jaroslav Šedivý   | Jaroslav Šedivý  |         | nestr. za ODS | 8. listopadu 1997 | 2. ledna 1998                   |
| Místopředseda vlády                                       | Jan Kalvoda       | Jan Kalvoda      |         | ODA           | 4. července 1996  | 7. ledna 1997                   |
| Místopředseda vlády                                       | Jiří Skalický     |                  |         | ODA           | 16. června 1997   | 2. ledna 1998                   |
| Místopředseda vlády (do 6/1997) Ministr financí           | Ivan Kočárník     |                  |         | ODS           | 4. července 1996  | 2. června 1997                  |
| Místopředseda vlády (do 6/1997) Ministr financí           | Ivan Pilip        | Ivan Pilip       |         | ODS           | 2. června 1997    | 2. ledna 1998                   |
| Ministr vnitra                                            | Jan Ruml          | Jan Ruml         |         | ODS           | 4. července 1996  | 7. listopadu 1997               |
| Ministr vnitra                                            | Jindřich Vodička  | Jindřich Vodička |         | ODS           | 7. listopadu 1997 | 2. ledna 1998                   |
| Ministr práce a sociálních věcí                           | Jindřich Vodička  | Jindřich Vodička |         | ODS           | 4. července 1996  | 8. listopadu 1997               |
| Ministr práce a sociálních věcí                           | Stanislav Volák   |                  |         | ODS           | 8. listopadu 1997 | 2. ledna 1998                   |
| Ministr hospodářství od 11/1996 Ministr pro místní rozvoj | Jaromír Schneider |                  |         | KDU-ČSL       | 4. července 1996  | 2. května 1997                  |
| Ministr hospodářství od 11/1996 Ministr pro místní rozvoj | Tomáš Kvapil      |                  |         | KDU-ČSL       | 12. května 1997   | 2. ledna 1998                   |
| Ministr zdravotnictví                                     | Jan Stráský       | Jan Stráský      |         | ODS           | 4. července 1996  | 2. ledna 1998                   |
| Ministr(yně) spravedlnosti                                | Jan Kalvoda       | Jan Kalvoda      |         | ODA           | 4. července 1996  | 7. ledna 1997                   |
| Ministr(yně) spravedlnosti                                | Vlasta Parkanová  | Vlasta Parkanová |         | ODA           | 7. ledna 1997     | 2. ledna 1998                   |
| Ministr kultury                                           | Jaromír Talíř     |                  |         | KDU-ČSL       | 4. července 1996  | 2. ledna 1998                   |
| Ministr průmyslu a obchodu                                | Vladimír Dlouhý   | Vladimír Dlouhý  |         | ODA           | 4. července 1996  | 2. června 1997                  |
| Ministr průmyslu a obchodu                                | Karel Kühnl       | Karel Kühnl      |         | ODA           | 3. června 1997    | 2. ledna 1998                   |
| Ministr školství, mládeže a tělovýchovy                   | Ivan Pilip        | Ivan Pilip       |         | ODS           | 4. července 1996  | 2. června 1997                  |
| Ministr školství, mládeže a tělovýchovy                   | Jiří Gruša        | Jiří Gruša       |         | nestr. za ODS | 3. června 1997    | 2. ledna 1998                   |
| Ministr pro hospodářskou soutěž                           | Václav Klaus      | Václav Klaus     |         | ODS           | 4. července 1996  | 1. listopadu 1996 (úřad zrušen) |
| Ministr obrany                                            | Miloslav Výborný  | Miloslav Výborný |         | KDU-ČSL       | 4. července 1996  | 2. ledna 1998                   |
| Ministr dopravy                                           | Martin Říman      | Martin Říman     |         | ODS           | 4. července 1996  | 2. ledna 1998                   |
| Ministr životního prostředí                               | Jiří Skalický     |                  |         | ODA           | 4. července 1996  | 2. ledna 1998                   |
| Ministr bez portfeje                                      | Pavel Bratinka    | Pavel Bratinka   |         | ODA           | 4. července 1996  | 2. ledna 1998                   |

## Poměr sil ve vládě

### Počet ministrů
| - ODS     | 9 |
| - KDU-ČSL | 4 |
| - ODA     | 4 |